# Сёнвань

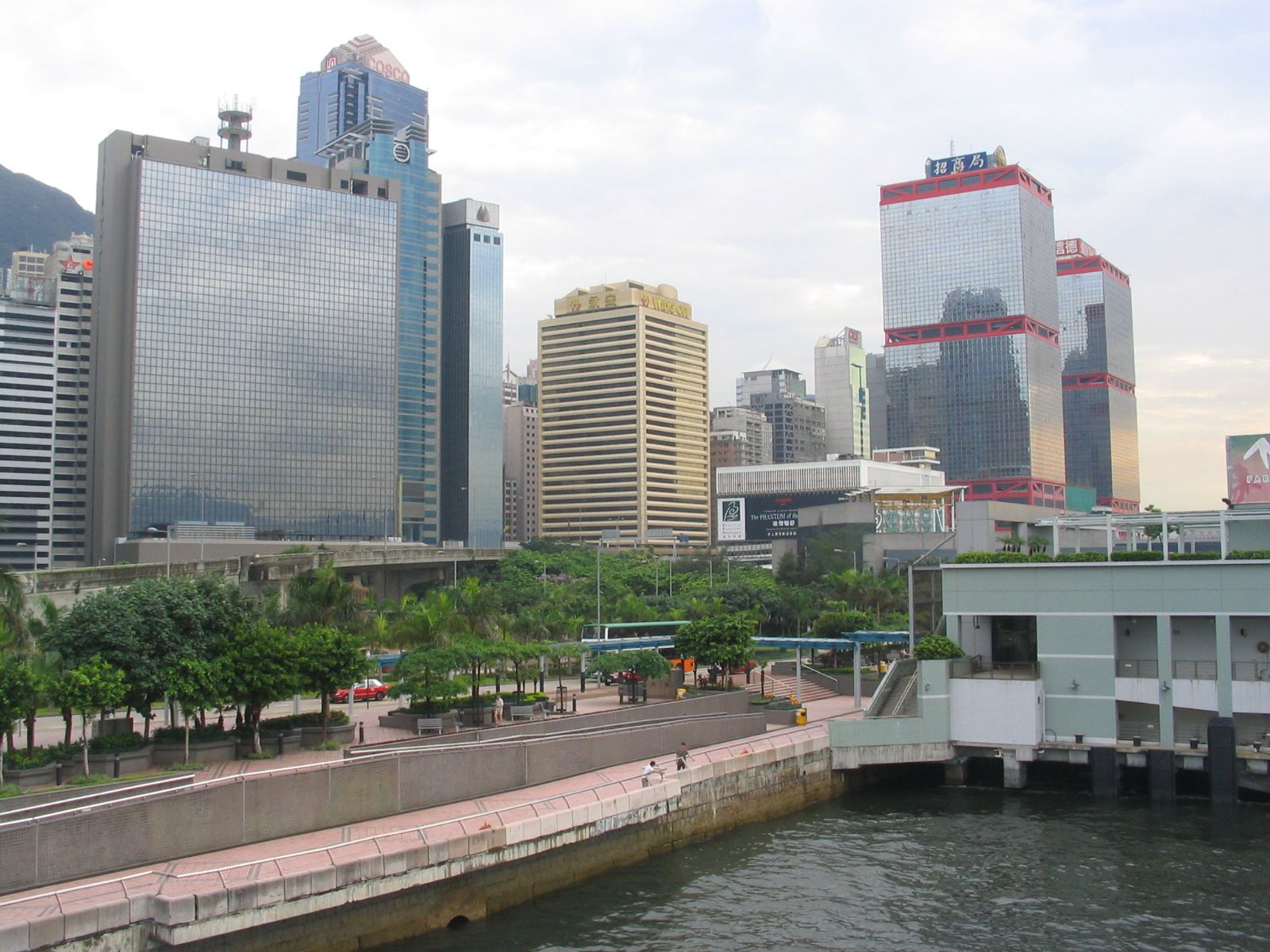
Прибрежная зона района Сёнвань

Сёнва́нь? (иер. 上環, ютпх. Soeng6waan4, кит.-рус. Шанхуань, англ. Sheung Wan) — гонконгский район, входящий в состав округа Сентрал-энд-Уэстерн. Расположен на северо-западе острова Гонконг. Название района переводится как «верхний округ» (он находится выше Центрального и Ваньчая) или «округ вхождения» (поскольку якобы именно здесь англичане впервые высадились на берег, оккупировав Гонконг). Считается одним из первых поселений колониальной эпохи.

## История

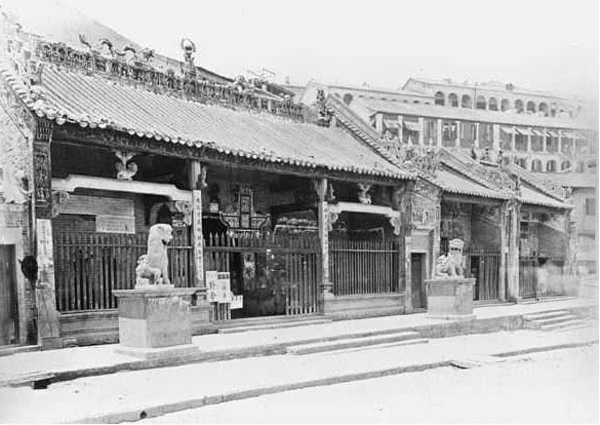
Храм Маньмоу, 1868 год

В 1841 году британцы высадились на острове Гонконг именно на территории современного района Сёнвань, на месте нынешней Позешн-стрит. Сегодня на это событие указывает мемориальная доска, установленная в парке на Голливуд-роуд (тогда это место располагалось на побережье, но со временем, в результате насыпных работ, оказалось в глубине района). Сёнвань был одним из первых британских поселений и входил в состав исторического Виктория-сити (он был китайской частью города, а нынешний Центральный район — британской, граница между ними проходила по Абердин-стрит). Постепенно колониальные власти осушили здешние реки и болота, построили жилые дома, пирсы и военные бараки. В 1847 году китайская община района при поддержке богатых купцов начала строительство первого храма — Маньмоу, посвящённого божеству Гуань Юю. В декабре 1851 года грандиозный пожар уничтожил рынок Сёнвань и сотни китайских зданий вокруг него, после чего началась перестройка целого района (кварталы вокруг современной Джервойс-стрит).
В 1883 году в районе Сёнвань, на территории Американской миссии был крещён Сунь Ятсен. В 1894 году в Гонконге вспыхнула эпидемия бубонной чумы, занесённая беженцами из Китая. Эпицентром болезни стали кварталы вокруг Тайпинсань-стрит, славившиеся плотной застройкой, шумными борделями и плохими санитарными условиями (именно сюда британские власти выселили всех китайцев из центра и именно здесь хранились трупы умерших кули перед их отправкой в родовые деревни материкового Китая). Правительство выкупило здешние здания и уничтожило их, построив на месте грязных кварталов Институт патологий (ныне — Гонконгский музей медицинских наук) и разбив Блейк-гарден (в парке имеется мемориальная доска, посвящённая эпидемии 1894 года).
В 1903 году все бордели с Позешн-стрит были перенесены в район Сэктхончёй, а на их месте обустроено жильё. В 1960—1970-х годах на месте парка на Голливуд-роуд располагался очень популярный у бедняков ночной рынок Тайтаттэй, знаменитый своими едой и развлечениями. В 1984 году на месте старых паромных пирсов и ночного рынка была построена первая башня комплекса Сёньтак-сентр и новый паромный терминал.

## География

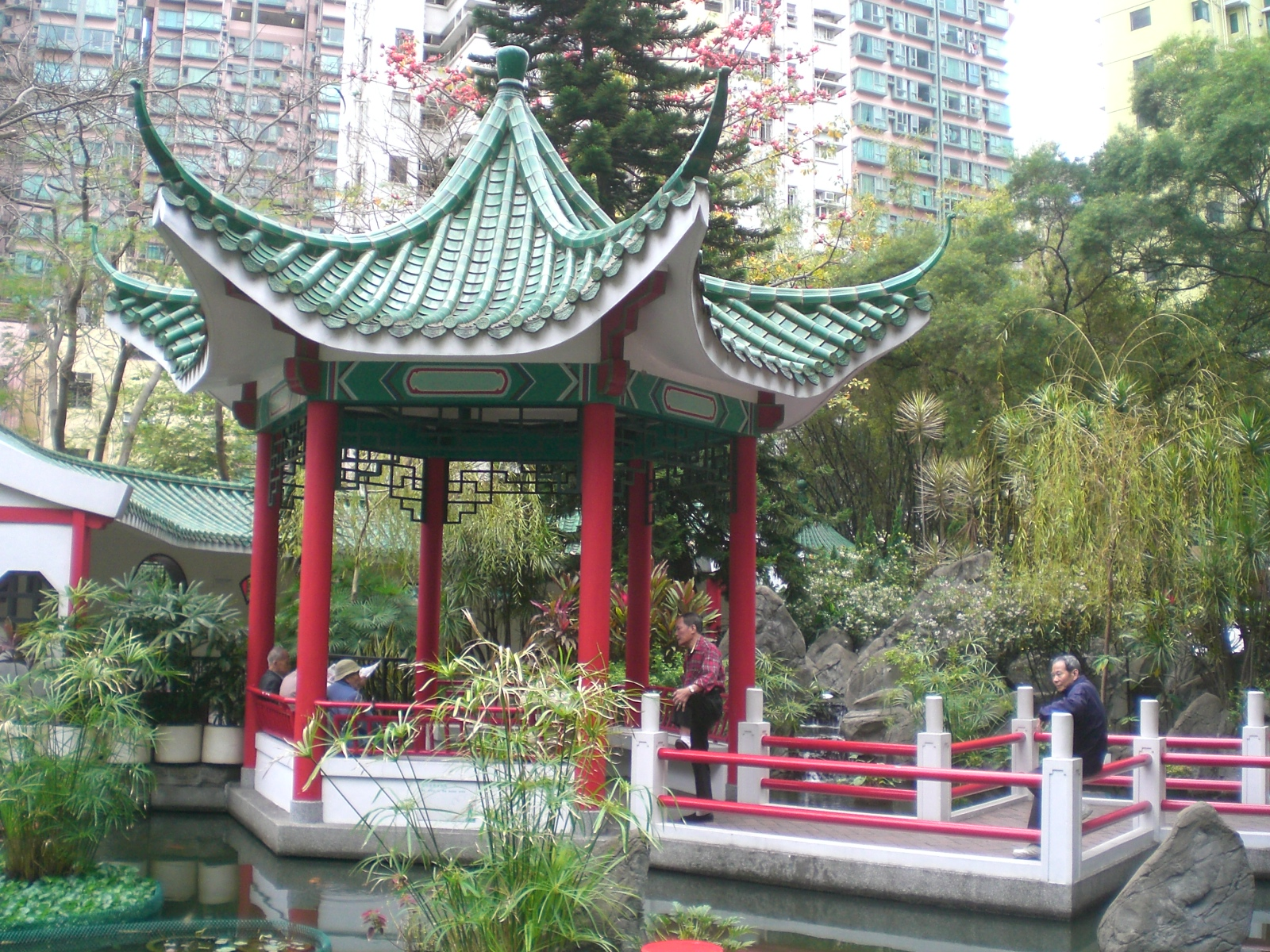
Голливуд-роуд-парк

С севера район Сёнвань ограничен бухтой Виктория, с востока — районом Центральный, с юга — районом Мид-левелс, с запада — районом Сайинпхунь. В центре плотной застройки расположен Голливуд-роуд-парк, оформленный в китайском стиле.

## Религия

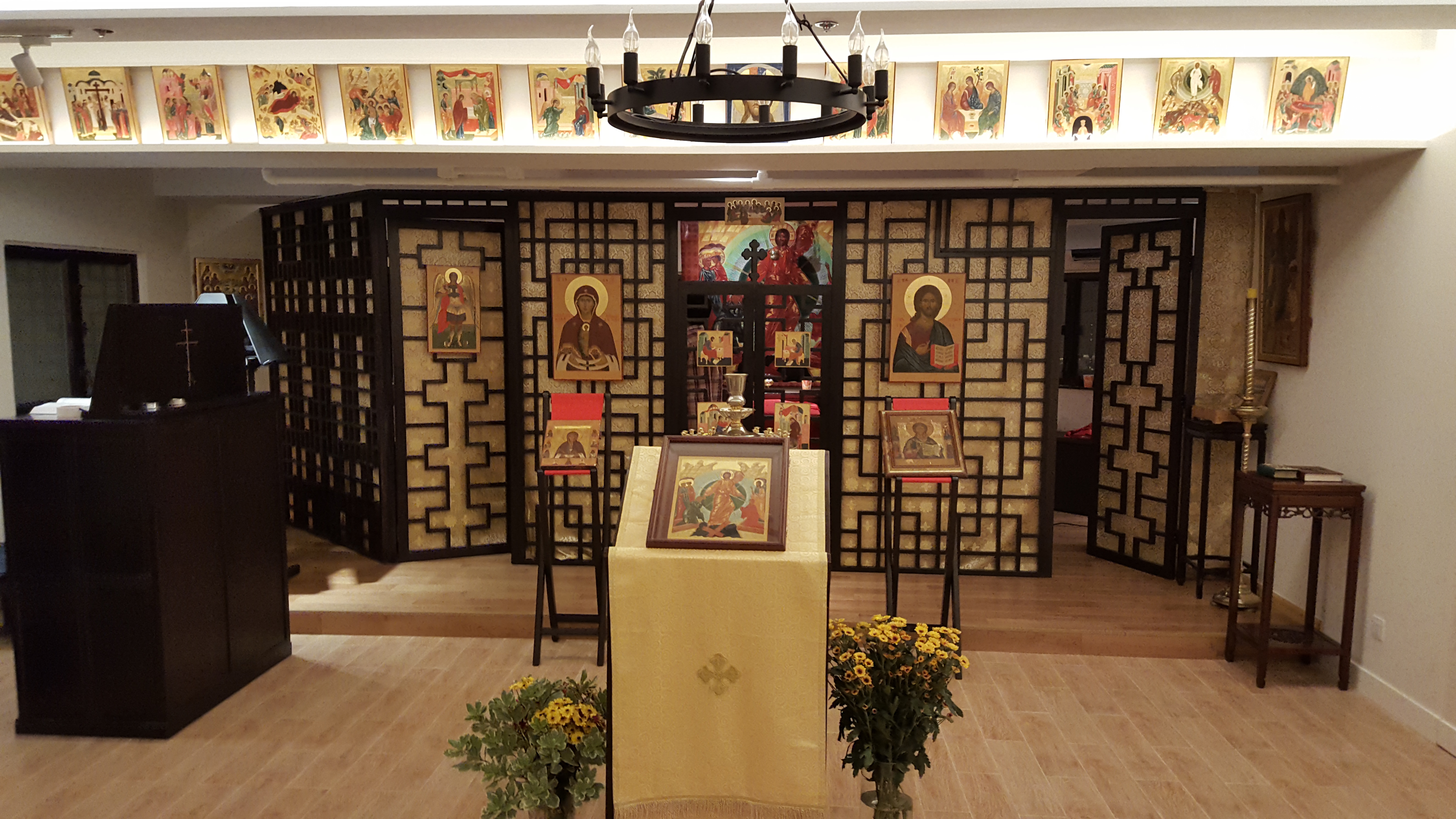
Интерьер храма свв. Петра и Павла

В районе Сёнвань расположены один из самых почитаемых даосских храмов Гонконга Маньмоу, буддийские храмы Квонфук-ичхи (или Гуанфу-ицы) и Гуаньинь (Куньямтхон) на улице Тхайпинсань, центральный офис YMCA в Гонконге, построенный в 1918 году, Китайская конгрегационалистская церковь, относящаяся к Гонконгскому совету Церкви Христа в Китае.
Также в Сёнване расположен единственный в Гонконге православный храм Святых апостолов Петра и Павла Китайской православной церкви, службы в котором совершаются на китайском, церковнославянском и английском языках (ещё существует храм Гонконгской митрополии Константинопольской православной церкви в Центральном районе). Петропавловский приход был основан в британской колонии в 1934 году, его основными прихожанами были эмигранты из России. В 1972 году, в связи с кончиной настоятеля, приход закрылся, но в 2004 году возобновил свою деятельность (помещения храма располагаются на 12 этаже офисного здания Kingdom Power).

## Экономика
В районе Сёнвань расположены высотные офисные комплексы — Гранд-Миллениум-плаза, включая Коско-тауэр (местная штаб-квартира COSCO), и Сёньтак-сентр (штаб-квартиры Shun Tak Holdings и China Merchants), а также офисные помещения и технические службы Bank of China и Bangkok Bank. Крупнейшие торговые центры района — Shun Tak Centre, Wing On Centre, Grand Millennium Plaza, Vicwood Plaza и Midland Plaza. В Сёнване расположен шикарный отель The Jervois.
Рядом с паромным терминалом Гонконг — Макао находится Западный рынок (Western Market, 上環街市) — старейший рынок Гонконга, открытый в 1844 году. Нынешнее здание рынка было построено в 1906 году на месте снесённого портового офиса и действовало как место торговли продуктами до 1988 года. В 1981 году часть прежнего рынка (так называемый «южный блок») занял Сёнвань-комплекс. В 1990 году здание рынка было объявлено историческим памятником (реставрировалось в 1991 и 2003 годах). Сегодня здесь работают пекарни, магазины тканей, десертов и сувениров, художественные галереи, кафе и ресторан. В муниципальном сервисном центре Сёнваня действует современный продуктовый рынок.
Часть улицы Голливуд-роуд в районе храма Маньмоу относится к кварталу Сохо, знаменитому своими барами, ресторанами, клубами, модными магазинами, антикварными лавками и художественными галереями (большая часть Сохо расположена в районе Центральный). Также ресторанами и барами славятся Гоф-стрит и Хиллер-стрит. Улица Маньва-лейн знаменита на весь Гонконг магазинчиками традиционных личных печаток и современных штемпелей, а также мастерскими по изготовлению визиток, приглашений и открыток. Улица Пхоухинфон славится кафе, кондитерскими, ресторанами, бутиками, студиями дизайна и художественными галереями. Улица Аппер-Ласкар-роу знаменита антикварными магазинами.

## Транспорт
Важное значение имеет станция метро Сёнвань — конечная станция линии Айленд, открытая в 1986 году (ведутся работы по прокладке туннелей в западном направлении). На побережье расположен паромный терминал Гонконг — Макао, от которого суда следуют в Макао и другие города Южного Китая. Также этот терминал оборудован хелипортом, который связывает Гонконг с Макао, Шэньчжэнем и Гуанчжоу. Рядом с паромным терминалом расположен крупный автобусный терминал — Центральный. Через район пролегают трамвайные линии, а также широкая сеть автобусных маршрутов (в том числе и микроавтобусов). Имеется несколько стоянок такси.

## Административные функции

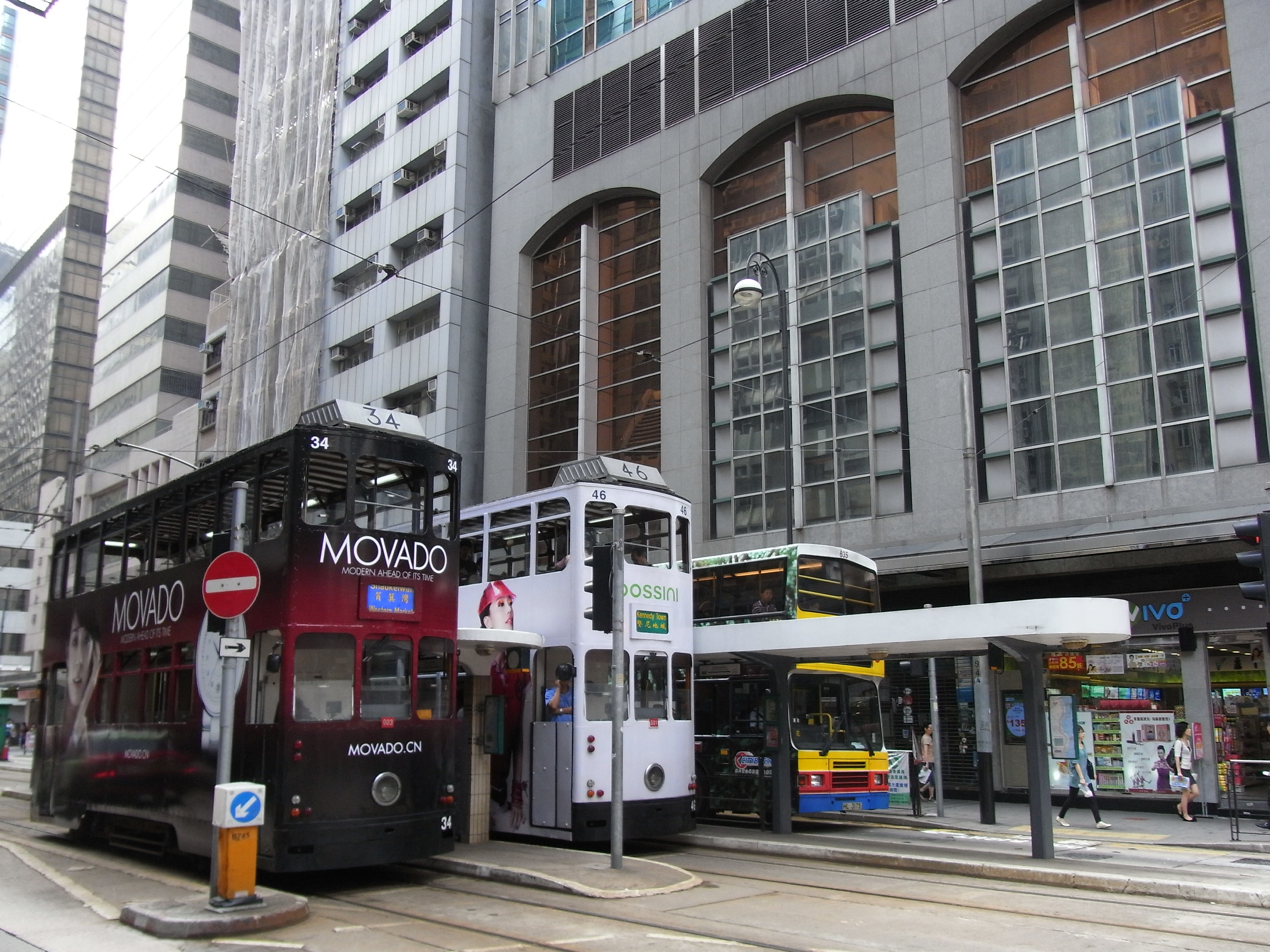
Трамвайная остановка в Сёнвань

В районе Сёнвань расположены штаб-квартиры полицейского управления Центрального района и пожарного департамента острова Гонконг.

## Здравоохранение
В районе расположена больница Тунва, основанная в 1870 году и официально открывшаяся в 1872 году (первая общественная больница, открытая для китайского населения, которое не доверяло западной медицине). Здесь же расположена штаб-квартира Tung Wah Group of Hospitals — старейшей и крупнейшей благотворительной организации Гонконга, которая курирует десятки больниц, учебных заведений, общественных центров, музеев и храмов.

## Культура и образование
В районе расположены Гонконгский музей медицинских наук, открывшийся в 1996 году в старинном особняке, и Общественный центр Сёнвань, объединяющий театр, лекционный, выставочный, репетиционный и танцевальный залы, художественную студию и музыкальный класс. Также здесь находятся кампус Открытого университета Гонконга, Островная христианская академия, школа Святого Антония, школа Святого Матвея и школа католической миссии.

## Спорт
В небольшом городском парке Блейк-гарден, который находится в южной части района, расположены площадки для игры в футбол, баскетбол, волейбол и бадминтон. Большой спортивный центр работает при Общественном центре Сёнваня.